# Чим більший торговий центр, тим веселіше!
Чим більший торговий центр, тим веселіше! — філіппінська музична фентезійна комедія 2019 року режисера Баррі Гонзалеса з Віце Гандою та Енн Кертіс у головних ролях. Фільм — спільне виробництво Star Cinema та Viva Films під робочою назвою «Momalland».
Прем'єра фільму відбулася у філіппінських кінотеатрах 25 грудня 2019 року. Це була одна з офіційних заявок на кінофестиваль Metro Manila Film Festival 2019.
«Чим більший торговий центр, тим веселіше!» знаменує собою першу екранну співпрацю між Енн Кертіс і Вайс Гандою, обидва з яких є постійними ведучими полуденного вар'єте-шоу It's Showtime (популярне шоу на філіппінському телебаченні).

## Сюжет
Танасіо і Мола Моліна, подружжя, яке володіло торговим центром Tamol Mall, мають двох дітей, Мойсея/Мойру і Морісетту. Після їхнього розлучення Морісетт переїхала до своєї матері Моли, а Мойра залишився з їхнім батьком Танасіо. Через роки Мойра керує торговим центром, а Морісетт разом з Молою працює головною редакторкою модного журналу в Австралії.
Танасіо і Мола готуються летіти в Дубай, але їхні діти відмовляють їх від цього. Мойра спустошений, коли дізнається, що обоє його батьків загинули в авіакатастрофі. Тим часом Морісетт повертається додому і вступає в конфлікт з братом. Під час зачитування заповіту Танасіо виявляється, що відсутня остання сторінка, яка залишилася в його будинку в Замбоанзі.
Моріссетт намагається агресивно захопити торговий центр, але Мойра заявляє про своє право власності як старший брат. Вони змагаються у продажах, де переможець отримує контроль над торговим центром. Зрештою, вони запекло змагаються, але в підсумку закінчують змагання з нічийним результатом, залишаючи питання власності невирішеним.
Під час остаточного зачитування заповіту Танасіо з'ясовується, що його єдина законна дитина, Морісетт, є єдиною спадкоємицею торгового центру. Мойра заперечує це, стверджуючи, що і він, і Морісетт є законними дітьми. Адвокат пояснює, що на момент одруження Танасіо з Молою вона була вагітна Мойрою. Зрештою, Мойра визнає свою поразку і готується до від'їзду. Тим часом Морісетт телефонують з її журналу і просять повернутися до Австралії.
Мойра знаходить потаємне сховище за весільною фотографією своїх батьків і знаходить книгу заклинань під назвою «Siquijoraciones». Ігноруючи мікрофон, під'єднаний до системи оповіщення, він читає заклинання, яке оживляє манекени, іграшки та картини в торговому центрі. Коли Мойра та Морісетт стають свідками хаосу, вони об'єднують зусилля, щоб покласти край магічному безладу.
Мойрі та Морісетт потрібно прочитати заклинання, щоб повернути картини, статуї та манекени до нормального стану, але їхню книгу заклинань викрадає золотий кіт, який ожив. Їм протистоїть Муді, прибиральниця торгового центру, яка насправді є старшою сестрою Моли. Муді вже давно шукала книгу.
Мойрі та Морісетті вдається втекти від гніву Муді і натрапити на свою стару хатину, яка на диво залишилася неушкодженою, незважаючи на будівництво торгового центру. Усередині вони зустрічають своїх батьків, Танасіо і Молу, які з'являються на весільному фото. Танасіо просить у Мойри пробачення і висловлює подяку за її непохитну підтримку, незважаючи на його колишню холодність. Пізніше до них приєднується Муді, щоб обійнятися, але коли вона намагається взяти книгу «Siquijoraciones», сторінки розлітаються, що спонукає Мойру і Морісетт шукати конкретну сторінку, яка містить заклинання.
Моріссетт знаходить заклинання і читає його, змушуючи статуї, картини та манекени повернутися до своїх початкових форм. Тим часом Муді хапає охорона торгового центру. Перед тим, як зникнути, Мола радить Мойрі та Морісетт любити одне одного. Потім Морісетт повністю зникає. Коли Мойра повертається до офісу, він розуміє, що весь цей час з ним була підставна Морісетт, бо справжня Морісетт зв'язана.
Морісетт просить пробачення у Мойри і розповідає, що вона була свідком усього, що сталося. Морісетт, яка готується до від'їзду в Австралію після позитивного прийому Мойри в торговому центрі, повертається, щоб забрати свій забутий паспорт. Там вона дізнається про «Siquijoraciones», але в підсумку опиняється зв'язаною манекеном самої себе. Зрештою, брат і сестра разом беруться за реконструкцію та управління торговим центром.

## Акторський склад

### Головний акторський склад
- Енн Кертіс —Моріссетт «Сетсет» Моліна
  - Андреа Бріллантес — підлітка Моріссетт
  - Харт Рамос — юна Моріссетт
- Вайс Ганда — Мойра / Мойзес Моліна
  - Mimiyuuuh — Мойра / Мойзес Моліна
  - Джош Де Гусман — молодий Мойра / Мойзес Моліна

### Актори другого плану
- Дімплс Романа — Тіта Муді
- Елісс Джосон — Мола Моліна
- Джеймсон Блейк — Танасіо Моліна
- Лессі Маркес — Бакс
- MC Калакіан — Тонг
- Бренда Мейдж — Саша
- Петіт — Касим
- Джин Макапагал — Юен
- Тоні Лабруска — Гардо
- Неґі
- Сьюзан Африка — Алінґ Мей
- Чед Кініс — Лавлі
- Матмат Сентіно

### Гостьовий акторський склад
- Зевс Коллінз — Лапулапу
- Майя Сальвадор — Сіса
- Чаро Сантос-Консіо грає сама себе
- Енріке Гіл — Робогерой
- Руффа Гутьєррес — Аннабель
- Аннабель Рама грає сама себе
- Марк Макмехон — Фердинан Магеллан
- Маккой де Леон — Андрес Боніфасіо
- Донні Пангілінан — Хосе Рісаль
- Джекі Гонзага — один із пост-покидьків
- Яссі Прессман — Марія Клара
- Йон Перес — Річард
- Кірст Вірей — один із пост-покидьків
- Ґреґ Гокінс
- Карло Мендоза — Тотой
- Міель Еспіноза — Тетей
- Марігона донья Драгуша
- Регін Веласкес грає сама себе / співачку
- Огі Діаз — Ніколь
- Франсін Діаз
- Кайл Ечаррі
- Сет Феделін

## Виробництво
Розробка фільму «Чим більший торговий центр, тим веселіше!» була вперше підтверджена у квітні 2019 року, коли виконавець головної ролі Вайс Ганда оголосив, що зніматиметься разом з Енн Кертіс у комедійній стрічці, яка на той час ще не була названа, але яку планують представити на кінофестивалі Metro Manila Film Festival 2019 року. Фільм знімався в Harrison Plaza в Малате, Маніла до того, як 31 грудня 2019 року він припинив роботу. Фінальні сцени були зняті в Marquee Mall в Анджелес-Сіті.

## Поширення
Прем'єра фільму «Чим більший торговий центр, тим веселіше!» відбулася на Філіппінах 25 грудня 2019 року. Це була одна із офіційних конкурсних робіт кінофестивалю Metro Manila Film Festival 2019.

## Критичний прийом
Попри лідерство в прокаті, фільм отримав змішані відгуки критиків. Найбільше критики було спрямовано на «неіснуючий» сюжет, застарілий гумор і невдале використання обстановки торгового центру.
Оггс Круз з Rappler нарікає на те, що він вважає змарнованою можливістю, заявляючи, що це «все те ж саме — і ще брудніше», і «хоча змінюються декорації або жанр, який він пародіює, елементи залишаються тими ж самими. Всі комедії засновані на підлій веселості, всі використовують широкий моральний урок, щоб зробити їхню жалюгідну грубість приємною для сімей, які вони обслуговують», несприятливо порівнюючи їх з фундаментальним фільмом про зомбі Джорджа Ромеро «Світанок мерців», в якому обстановка універмагу була використана для сатири на споживацтво.
Навпаки, Джоселін Валле з PEP.ph дала фільму більш позитивну рецензію, похваливши акторський склад, спецефекти та посилання на поп-культуру, зокрема ворожнечу між сестрами Баретто та мережеве суперництво між ABS-CBN і GMA Network, сцену, де персонаж «Пороку» Мойзес і пародійне зображення живої ляльки Аннабель із «Закляття», яку грає Руффа Гутьєррес, вступають у бійку за волосся і опиняються в приміщенні телерадіокомпанії GMA-7. Втім, Вальє розкритикував «відсутність сильного персонажа другого плану, який би кидав у „Порок“ комедійні репліки, і комедійного чуття», а також визнав несмаком використання у «Пороці» жарту про німецького диктатора Адольфа Гітлера поганим смаком у світлі жертв Голокосту.

## Телевізійний випуск

### Плата за перегляд
Прем'єра фільму відбулася на каналі KBO з 1 по 6 травня 2020 року, в той час як 2 канал ABS-CBN та його трансляційні станції були вимкнені з ефіру 5 травня 2020 року через наказ Національної комісії з питань телекомунікацій «припинити та утримуватися від діяльності» через закінчення терміну дії франшизи, і KBO не постраждав від цього «наказу про припинення та утримання» (через те, що канал перебуває на цифровій станції, яка належить AMCARA, що має власну франшизу, і де ABS-CBN мав угоду про блок-тайм із зазначеною станцією) до 30 червня 2020 року в метрополітені Маніли та 1 липня 2020 року по всій країні.

### Кабельне телебачення
Прем'єра фільму відбулася на Cinema One 2 серпня 2020 року, PBO — 10 жовтня 2020 року та на Kapamilya Channel 2 листопада 2020 року.

### Вільна трансляція
Прем'єра фільму відбулася на 11-му каналі A2Z 25 грудня 2020 року, через рік після виходу в кінотеатральний прокат. Планувався показ на GMA 7 (у рамках програми «Блокбастери GMA» або «Післяобідня перерва» на GTV, оскільки вони планували показувати фільми виробництва Star Cinema) або на TV5 (через контракт Viva Films з телеканалом TV5), але дата показу ще не оголошена.